# Sandwespen

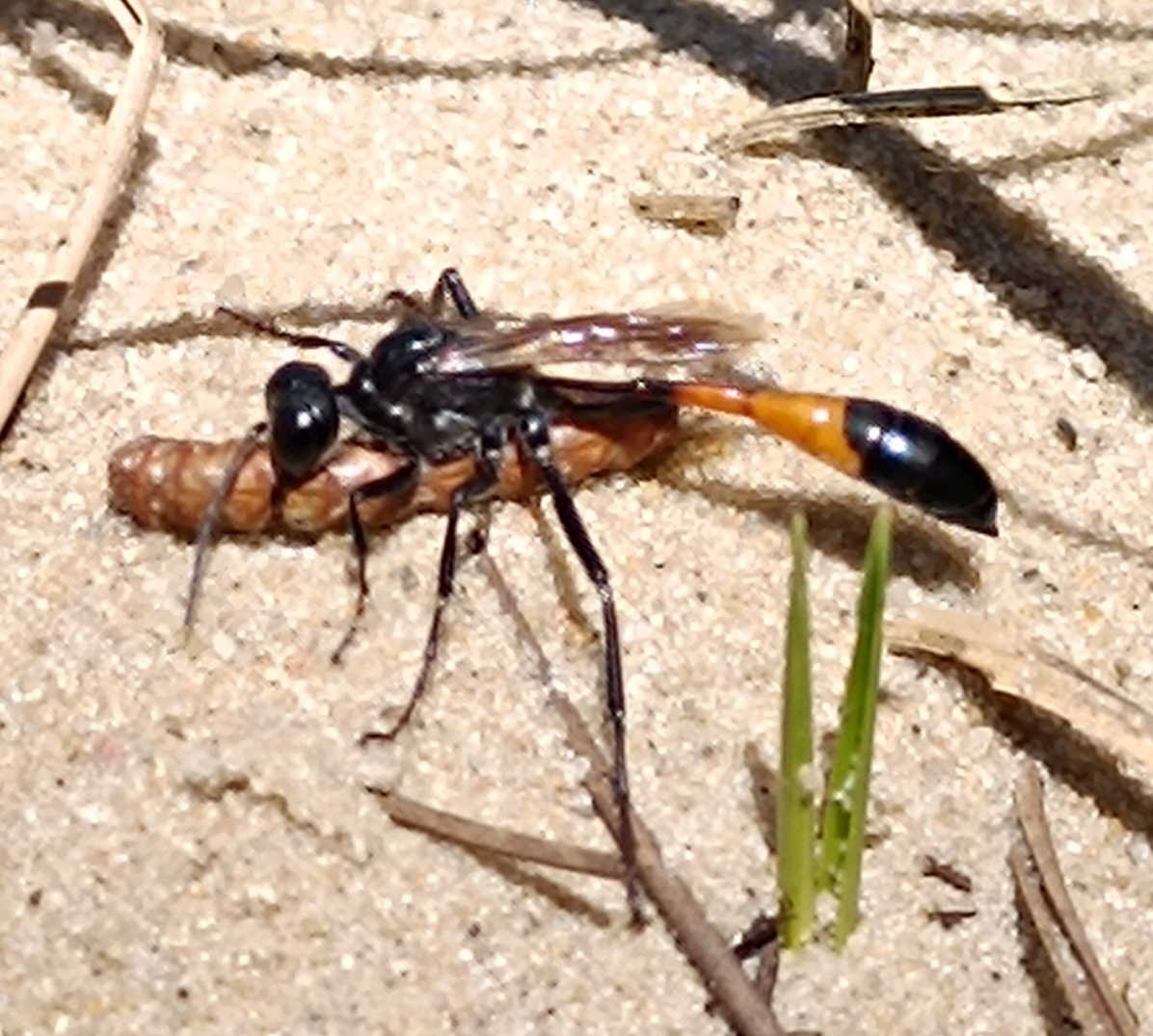
Gemeine Sandwespe mit erbeuteter Raupe

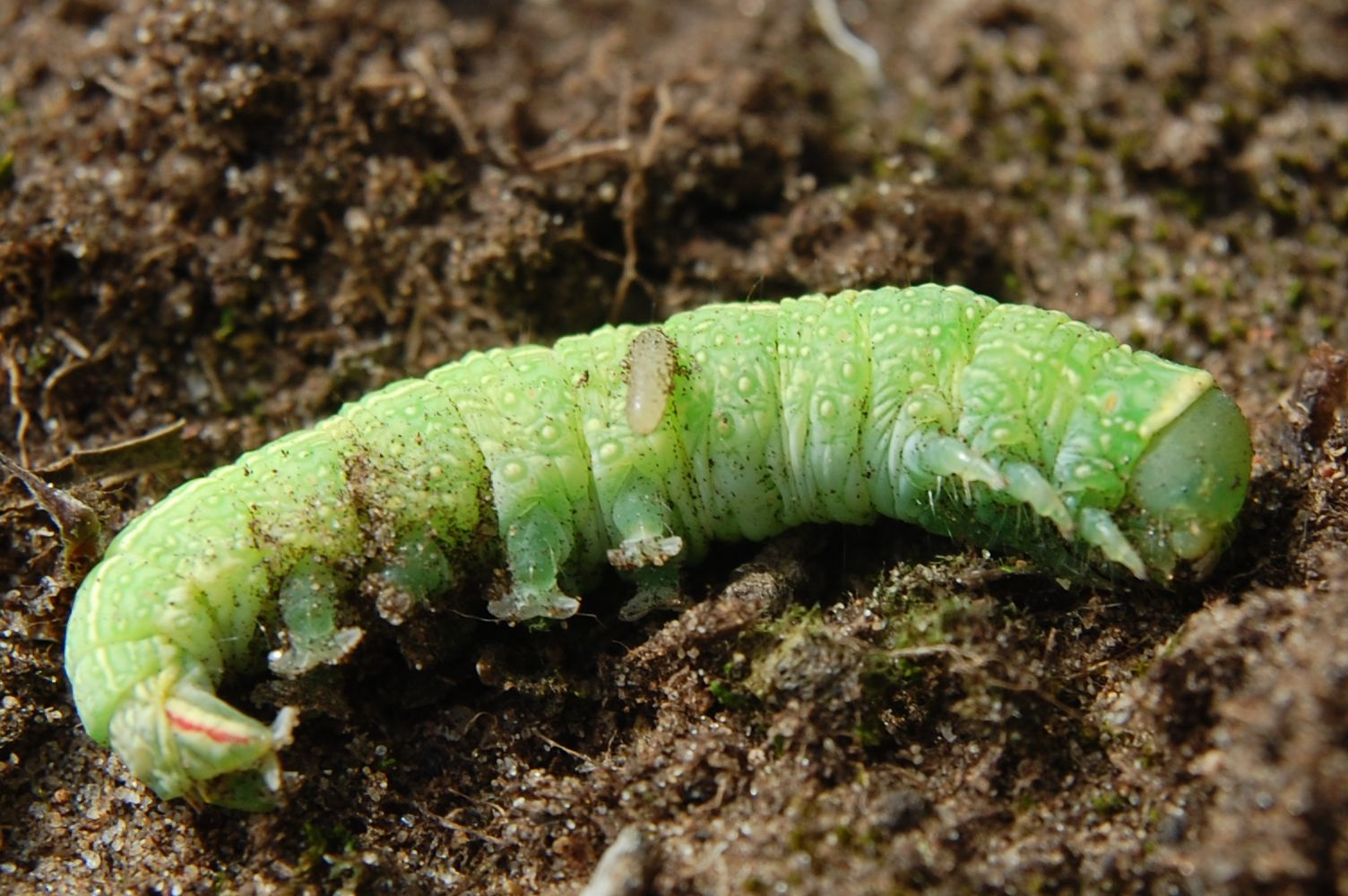
Raupe der Buchen-Kahneule, durch eine Grabwespe der Gattung Ammophila gelähmt und mit einem Ei belegt

Sandwespen (Ammophila) sind eine Gattung der Grabwespen (Spheciformes) aus der Familie Sphecidae. Die Gattung umfasst weltweit 187 Arten, das Hauptverbreitungsgebiet sind die warmen Regionen Asiens und das Mittelmeergebiet. In der Paläarktis sind 70 Arten vertreten, in Europa kommen 15 Arten vor. In Mitteleuropa sind davon sechs Arten heimisch, drei davon in Deutschland.

## Merkmale
Die großen und schlanken Grabwespen haben einen an der Basis stielförmigen Hinterleib, der anders als bei den ähnlichen Kurzstielsandwespen (Podalonia) nicht aus einem, sondern zwei Hinterleibssegmenten besteht. Der Stiel verdickt sich zunehmend nach hinten. Der Thorax trägt kleine, weiße, silbrig glänzende Filzflecken. Die Männchen sind zusätzlich auch auf der Stirnplatte (Clypeus) kurz silbrig behaart. Die Mandibeln sind lang und kräftig. Sie sind innenseitig bei den Weibchen mit drei, bei den Männchen mit einem Zahn besetzt. Die Weibchen haben in Anpassung an die Nistweise im Sand an den Tarsen der Vorderbeine einen steifen Borstenkamm, mit dem Sand gescharrt werden kann. Gelockert wird der Sand jedoch mit den Mandibeln.

## Lebensweise
Die Brut der Sandwespen wird mit Raupen von Schmetterlingen oder Afterraupen versorgt. Die Beute wird wie bei den Kurzstielsandwespen durch Stiche gelähmt und anschließend mit dem Kopf nach vorne und dem Bauch nach oben im Flug abtransportiert. Dabei wird es mit den Mandibeln und zusätzlich mit den Vorderbeinen gehalten. Gelegentlich wird die Strecke wegen des Gewichtes der Beute auch teilweise zu Fuß zurückgelegt. Es kommt auch vor, dass die Raupe abgelegt wird und das Weibchen Orientierungsflüge zum Nest unternimmt. Das Nest wird im Sand angelegt, dies immer vor der Jagd.
Häufig werden die Imagines vom Fächerflügler Xenos sphecidarum parasitiert. Ausgewachsene Sandwespen sind Blütenbesucher, fressen aber auch Honigtau von Blattläusen.

## Arten (Europa)
- Ammophila albotomentosa Morice, 1900
- Ammophila campestris Latreille, 1809
- Ammophila gracillima Taschenberg, 1869
- Ammophila heydeni Dahlbom, 1845
- Ammophila hungarica Mocsary, 1883
- Ammophila laevicollis E. Andre, 1886
- Ammophila leclercqi Menke, 1964
- Ammophila modesta Mocsary, 1883
- Ammophila nasuta Lepeletier, 1845
- Ammophila occipitalis F. Morawitz, 1890
- Ammophila pubescens Curtis, 1836
- Ammophila sabulosa (Linnaeus, 1758)
- Ammophila sareptana Kohl, 1884
- Ammophila striata Mocsary, 1878
- Ammophila terminata F. Smith, 1856

## Belege